# درآمد دولت
درآمد دولت پولی است که یک دولت دریافت می‌کند. درآمد دولت عامل مهمی در سیاست مالی دولت و عامل مقابل آن مالیه عمومی است. درآمد دولت از راه‌های گوناگونی مانند مالیات بر درآمد و مالیات بر ثروت انباشته افراد و شرکت‌ها و خدمات و کالاها ارائه شده، صادرات و واردات و درآمد غیر مالیاتی مانند درآمدهای شرکت دولتی، درآمد بانک مرکزی، دریافت سرمایه به صورت وام‌های خارجی و بدهی‌های موسسات مالی بین‌المللی هستند. بیشتر منابع مالی مصرفی دولت مرکزی از مالیاتی است که از سوی مردم پرداخت می‌شود.